# Follainville-Dennemont
Follainville-Dennemont is plaats in Frankrijk. Het ligt aan de Seine.
Er werd in 1865 een allée couverte opgegraven, waarmee werd aangetoond dat de streek al in het neolithicum werd bewoond. Het graf werd daarna ontruimd.

## Kaart
De onderstaande kaart toont de ligging van Follainville-Dennemont met de belangrijkste infrastructuur en aangrenzende gemeenten.

## Demografie
Onderstaande figuur toont het verloop van het inwonertal, bron: INSEE-tellingen. 